# Lamenia obscurana
Lamenia obscurana är en insektsart som beskrevs av Metcalf 1945. Lamenia obscurana ingår i släktet Lamenia och familjen Derbidae. Inga underarter finns listade i Catalogue of Life.